# Speedskiën

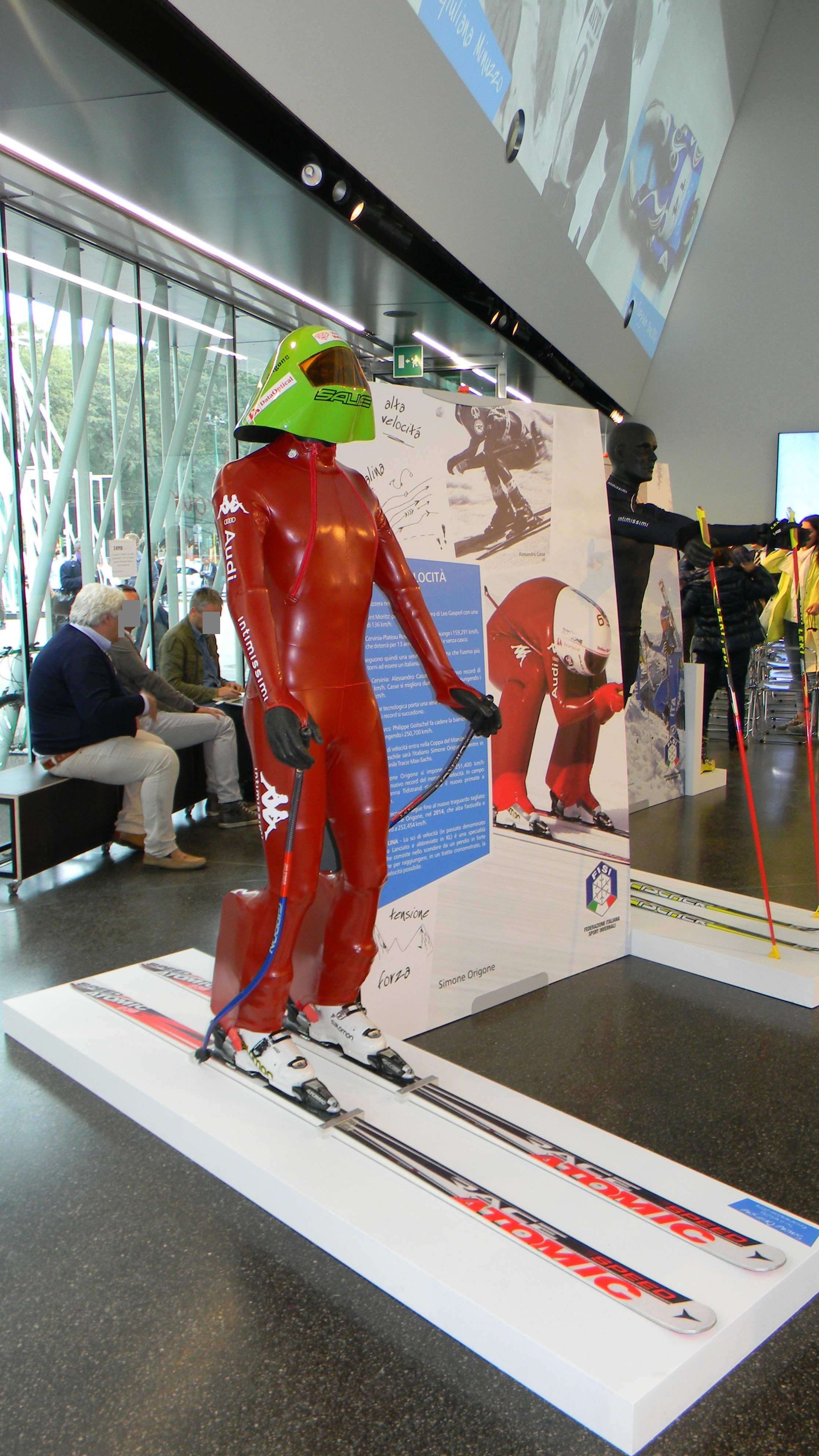
De uitrusting van Simone Origone bij zijn wereldrecord

Speedskiën is een tak van de skisport met als doel een zo hoog mogelijke snelheid te behalen. Speedskiën is een professionele sport welke in de jaren 60 door de FIS is erkend. Aan de wedstrijden doen sporters uit zo'n vijftien landen mee.
Het huidige wereldrecord staat met 254,958 km/u op naam van de Italiaan Ivan Origone en werd behaald op de snelle piste van Vars, Frankrijk in 2016. Valentina Greggio uit Italië is met 247,083 km/u de snelste vrouw ter wereld, eveneens behaald in Vars.

## De piste
Het parcours worden geprepareerd met behulp van een wals en geëgaliseerd door skiërs die het parcours dwars afdalen. Het parcours is opgedeeld in drie zones: de versnellings-, timing- en afremzone. De totaalafstand van het parcours bedraagt 1.000 meter waarin een hoogteverschil van 450 meter wordt overbrugd. De versnellingszone is 450 meter lang en vangt aan met een aanloopzone waarin de skiër versnelt van 0–200 km/u, vervolgens accelereert hij door tot een snelheid van 220+ km/u om na circa 11-12 seconden met deze snelheid in de 100 meter lange timingzone aan te komen. In deze zone wordt zijn tijd tot op één duizendste van een seconde geklokt. Na de rode lijn, welke het einde van de timingzone markeert, te zijn gepasseerd remt de skiër af in de 450 meter lange afremzone.
De parcoursen bevinden zich vaak op grotere hoogte zodat de luchtweerstand lager is en de snelheden hoger.

## Het materiaal
- Ski's moeten tussen 2,20 en 2,40 meter lang en 10 cm breed zijn en maximaal 15 kg (inclusief bindingen) zwaar zijn. Geen aerodynamische aanpassingen zijn toegestaan.
- Bindingen moeten standaard zijn, er mogen geen (aerodynamische) aanpassingen gedaan worden.
- Skistokken zijn verplicht. Ze moeten minstens 1 meter lang zijn en zijn speciaal gevormd naar het lichaam van de skiër, de handgrepen zijn van profiel voorzien en zorgen voor meer aerodynamica. Er wordt gebruikgemaakt van twee soorten stokken: gebogen stokken en stokken met een zogenaamde 'Z'-vorm. De stokken mogen maximaal 2 kilogram per paar wegen.
- Het skipak dat de skiërs dragen is speciaal gevormd naar het lichaam en heeft speciale overkappingen rond de skischoen. Het pak van geplastificeerde synthetische stof is veelal fel van kleur waardoor het minder zonnestraling absorbeert en zodoende niet warm wordt en uitzet. Onder het pak wordt rugbescherming gedragen.
- De stroomlijnkappen worden onder het skipak gedragen en zorgen voor meer aerodynamica en reduceren de turbulentie. De afstand tussen de voorkant van het been en de achterkant van de stroomlijnkap mag niet meer dan 30 centimeter zijn. Op de voorkant van het lichaam zijn geen stroomlijnkappen toegestaan.
- Schoenen worden vaak met stof of plakband aan de onderkant van het pak vastgemaakt. Ze mogen maximaal 6 kilogram per paar wegen. Geen aerodynamische aanpassingen zijn toegestaan.
- De moderne aerodynamische helm is gemaakt van een composiet met glasvezel of carbon, de afneembare achterkant breekt af wanneer een skiër valt. Reglementair moet de helm onder elke hoek door een ring met een doorsnede van 40 centimeter passen. De helm is maximaal 2 kilogram zwaar.
- Handschoenen zijn verplicht.

## De competitie
Wedstrijden worden verreden in drie categorieën: mannen, vrouwen en productieskiën (de reguliere afdalingsski's en zonder aerodynamische hulpmiddelen). Deelnemers dienen ten minste 16 jaar oud te zijn. Om aan een wereldbekerwedstrijd deel te nemen, moet een deelnemer tijdens een eerdere officiële wedstrijd een snelheid van ten minste 180 km/u (vrouwen: 170 km/u) behaald hebben.
Naast een verplichte trainingsronde bestaat een wedstrijd uit 3 tot 5 runs, gevolgd door een halve finale en een finale. Gedurende het verloop van de wedstrijd vallen de langzaamste deelnemers af, tot er een finaleronde is met maximaal 30 mannen resp. 8 vrouwen. In de categorie productieski is de finale met 10 mannen respectievelijk 5 vrouwen.
De winnaar is degene die in de finaleronde de hoogste snelheid heeft bereikt.
Wordt tijdens een run een wereldrecord gebroken, dan wordt deze run afgemaakt, maar wordt de wedstrijd gestopt. De winnaar is dan de wereldrecordhouder.
De wedstrijden worden georganiseerd door:
- FIS: organiseert het wereldkampioenschap en de wereldbeker (World Pro Cup). De wedstrijden hebben een snelheidslimiet van 200 km/u. De starthoogte wordt dusdanig gekozen dat deze limiet waarschijnlijk niet wordt overschreden.
- France Ski de Vitesse: organiseert sinds 1993 nationale en internationale wedstrijden (Pro Mondial) waarbij geen snelheidslimieten gelden. Sinds 1992 zijn alle wereldrecords tijdens dergelijke wedstrijden behaald.

Er worden ook nationale kampioenschappen en een Europees kampioenschap georganiseerd. Hiernaast zijn er tal van demonstratiewedstrijden en vooraf belegde recordpogingen.

### Olympische Spelen
Tijdens de Olympische Spelen 1992 in Albertville was speedskiën een demonstratiesport. De Olympische wedstrijden werd georganiseerd in Les Arcs. De wedstrijd werd bij de heren gewonnen door de Fransman Michaël Prüfer en bij de dames door de Finse Tarja Mulari, beiden met een wereldrecord. Het evenement werd overschaduwd door de dood van de Zwitser Nicholas Bochatay, die tijdens de training naast de baan kwam en verongelukte.

#### Uitslag heren
| Plaats | Atleet             | Snelheid (km/u) |
| ------ | ------------------ | --------------- |
| 1      | Michaël Prüfer     | 229,299         |
| 2      | Philippe Goitschel | 228,717         |
| 3      | Jeffrey Hamilton   | 226,700         |
| 4      | Laurent Sistach    | 225,000         |
| 5      | Claude Basile      | 223,464         |
| 6      | Petr Kokeš         | 222,325         |

#### Uitslag dames
| Plaats | Atleet                | Snelheid (km/u) |
| ------ | --------------------- | --------------- |
| 1      | Tarja Mulari          | 219,245         |
| 2      | Liss Pettersen        | 212,892         |
| 3      | Renata Kolarova       | 210,526         |
| 4      | Anna Morin            | 209,790         |
| 5      | Melissa Dimino-Simons | 203,620         |
| 6      | Lark Frolek           | 195,865         |

### Wereldkampioenschappen
Het wereldkampioenschap wordt om de twee jaar gehouden.
2013, Vars, Frankrijk, 26 januari
Mannen: 1) Simone Origone, Italië, 240,00 km/u; 2) Bastien Montes, Frankrijk, 236,61 km/u; 3) Billy Simon, Frankrijk, 233,98 km/u.
Vrouwen: 1)  Liss-Anne Pettersen, Noorwegen, 221,63 km/u; 2) Sana Tidstrand, Zweden, 220,93 km/u; 3)  Karine Dubouchet-Revol, Frankrijk, 219,22 km/u.
2011, Verbier, Zwitserland, 21 april
Mannen: 1) Simone Origone, Italië, 211,67 km/u; 2) Ivan Origone, Italië, 209,70 km/u; 3) Bastien Montes, Frankrijk, 209,69 km/u;  34) Sébastien Rouget, België, 181,20 km/u.
Vrouwen: 1)  Karine Dubouchet-Revol, Frankrijk, 204,05 km/u; 2) Linda Baginski, Zweden, 203,13 km/u; 3) Sana Tidstrand, Zweden, 202,70 km/u.
2009, Vars, Frankrijk, 21 januari
Mannen: 1) Simone Origone, Italië, 225,000 km/u; 2) Philippe May, Zwitserland, 224,578 km/u); 3) Jonathan Moret, Zwitserland, 221,130 km/u; 11) Merijn Vunderink, Nederland, 216,216 km/u; 45) Sébastien Rouget, België, 177,165 km/u.
Vrouwen: 1) Karine Dubouchet-Revol, Frankrijk, 213,523 km/u; 2) Elena Banfo, Italië én Sanna Tidstrand, Zweden, 213,396 km/u.
2007, Verbier, Zwitserland, 19 april
Mannen: 1) Simone Origone, Italië, 216,89 km/u; 2) Philippe May, Zwitserland, 216,59 km/u; 3) Bastien Montes, Frankrijk, 213,85 km/u; 13) Merijn Vunderink, Nederland, 205,64 km/u.
Vrouwen: 1) Sanna Tidstrand, Zweden, 209,19 km/u; 2) Elena Banfo, Italië, 208,23 km/u; 3) Emeli Wolff, Zweden, 208,08 km/u.
2005, Breuil-Cervinia, Italië, 1 april
Mannen: 1) Simone Origone, Italië, 161,15 km/u; 2) Philippe May, Zwitserland, 161,07 km/u; 3) Ross Anderson, Verenigde Staten, 160,86 km/u; 4) Merijn Vunderink, 160,79 km/u.
Vrouwen: 1) Tracie Sachs, Verenigde Staten, 155,78 km/u; 2) Kati Metsaepelfo, Finland, 155,04 km/u; 3) Elena Banfo, Italië, 153,52 km/u.
2003, Salla, Finland, 29 maart 2003
Mannen: 1) Jukka Viitasaaru, Finland, 167,91 km/u; 2) John Hembel, Verenigde Staten, 167,11 km/u; 3) Marc Poncin, Groot-Brittannië, 166,86 km/u. 13) Merijn Vunderink, Nederland, 164,79 km/u.
Vrouwen: 1) Jaana Viitasaari, Finland, 164,60 km/u; 2) Tracie Sachs, Verenigde Staten, 162,01 km/u; 3) Kati Metsaepelfo, Finland, 161,12 km/u

### Wereldbeker
Het wereldbekerseizoen omvat meestal zes races, verdeeld over drie locaties.

## Belgen
België kent volgens de FIS één actieve deelnemer, Joost Vandendries.
| FIS code | Deelnemer         | Geboortedatum | Activiteit op het hoogste niveau bij FIS                                  |
| -------- | ----------------- | ------------- | ------------------------------------------------------------------------- |
| 7191     | Sébastien Rouget  | 16-04-1969    | 4 wereldbekerwedstrijden, beste positie nr. 24. 2 WK-deelnames (34e, 62e) |
| 7250     | Joost Vandendries | 08-09-1971    | 1 wereldbekerwedstrijd (36e)                                              |

Gegevens FIS op 05-10-2014

## Nederlanders
De laatste actieve Nederlander was Merijn Vunderink. In 2005 in Les Arcs bracht hij het Nederlands record op 243,900 km/u. In 2004 won hij een wereldbekerwedstrijd.
In de onderstaande lijst staat een overzicht van de personen die onder een Nederlandse licentie bij de FIS zijn ingeschreven. Hier staan ook oud-skiërs bij.
| FIS code | Deelnemer         | Geboortedatum | Activiteit op het hoogste niveau bij FIS                                                                                      |
| -------- | ----------------- | ------------- | --- |
| 400003   | Gert Maria Hens   | 22-05-1966    | |
| 400001   | Harald van Mil    | 21-06-1965    | |
| 400002   | Valentijn Muenzer | 01-01-1971    | |
| 400006   | Othmar Okx        | 28-07-1975    | 2 wereldbekerwedstrijden met een 19e en 20e plaats                                                                            |
| 400004   | Merijn Vunderink  | 10-04-1970    | 29 wereldbekerwedstrijden, waarvan 1x winst (31-03-2004, Hundfjället, Zweden) en 1x derde. 4 WK-deelnames (4e, 11e, 13e, 13e) |
| 400005   | Maarten de Wilde  | 20-04-1965    | |

Gegevens FIS op 05-10-2014

## Wereldrecords
In de onderstaande lijsten staat de ontwikkeling van de wereldrecords voor de mannen en vrouwen. Het parcours in Vars is het snelste ter wereld. De piste heeft een hellingspercentage van zo'n 70%.

### Mannen
| Jaar | Plaats     | Land             | Naam               | Land                         | Snelheid (km/u) |
| ---- | ---------- | ---------------- | ------------------ | ---------------------------- | --------------- |
| 2014 | Vars       | Frankrijk        | Simone Origone     | Vlag van Italië              | 252,454         |
| 2006 | Les Arcs   | Frankrijk        | Simone Origone     | Vlag van Italië              | 251,397         |
| 2002 | Les Arcs   | Frankrijk        | Philippe Goitschel | Vlag van Frankrijk           | 250,700         |
| 1999 | Les Arcs   | Frankrijk        | Harry Egger        | Vlag van Oostenrijk          | 248,105         |
| 1997 | Vars       | Frankrijk        | Philippe Billy     | Vlag van Frankrijk           | 243,902         |
| 1995 | Vars       | Frankrijk        | Jeffrey Hamilton   | Vlag van Verenigde Staten    | 241,448         |
| 1993 | Les Arcs   | Frankrijk        | Philippe Goitschel | Vlag van Frankrijk           | 233,610         |
| 1992 | Les Arcs   | Frankrijk        | Michaël Prüfer     | Vlag van Frankrijk           | 229,299         |
| 1988 | Les Arcs   | Frankrijk        | Michaël Prüfer     | Vlag van Frankrijk           | 223,741         |
| 1987 | Portillo   | Chili            | Michaël Prüfer     | Vlag van Frankrijk           | 217,680         |
| 1987 | Les Arcs   | Frankrijk        | Graham Wilkie      | Vlag van Verenigd Koninkrijk | 212,514         |
| 1984 | Les Arcs   | Frankrijk        | Franz Weber        | Vlag van Oostenrijk          | 208,937         |
| 1983 | Silverton  | Verenigde Staten | Franz Weber        | Vlag van Oostenrijk          | 208,092         |
| 1982 | Silverton  | Verenigde Staten | Franz Weber        | Vlag van Oostenrijk          | 203,916         |
| 1982 | Les Arcs   | Frankrijk        | Steve Mc Kinney    | Vlag van Verenigde Staten    | 201,230         |
| 1978 | Portillo   | Chili            | Steve Mc Kinney    | Vlag van Verenigde Staten    | 200,222         |
| 1977 | Cervinia   | Italië           | Steve Mc Kinney    | Vlag van Verenigde Staten    | 195,975         |
| 1977 | Portillo   | Chili            | Steve Mc Kinney    | Vlag van Verenigde Staten    | 195,200         |
| 1976 | Cervinia   | Italië           | Tom Simmons        | Vlag van Verenigde Staten    | 194,489         |
| 1975 | Cervinia   | Italië           | Pino Meynet        | Vlag van Italië              | 194,384         |
| 1974 | Cervinia   | Italië           | Steve Mc Kinney    | Vlag van Verenigde Staten    | 189,473         |
| 1973 | Cervinia   | Italië           | Alessandro Casse   | Vlag van Italië              | 184,237         |
| 1971 | Cervinia   | Italië           | Alessandro Casse   | Vlag van Italië              | 184,143         |
| 1970 | Cervinia   | Italië           | Masaru Morishita   | Vlag van Japan               | 183,392         |
| 1964 | Cervinia   | Italië           | Luigi Di Marco     | Vlag van Italië              | 174,757         |
| 1963 | Portillo   | Chili            | Rick Dorwroth      | Vlag van Verenigde Staten    | 171,428         |
| 1963 | Portillo   | Chili            | C.B. Vaughan       | Vlag van Verenigde Staten    | 171,428         |
| 1963 | Cervinia   | Italië           | Alfred Planger     | Vlag van Italië              | 168,224         |
| 1960 | Cervinia   | Italië           | Luigi Di Marco     | Vlag van Italië              | 163,265         |
| 1959 | Sestriere  | Italië           | Edoardo Agreiter   | Vlag van Italië              | 160,714         |
| 1947 | Cervinia   | Italië           | Zeno Colo          | Vlag van Italië              | 159,292         |
| 1931 | St. Moritz | Zwitserland      | Leo Gasperl        | Vlag van Oostenrijk          | 136,600         |
| 1930 | St. Moritz | Zwitserland      | Gustav Lantschner  | Vlag van Oostenrijk          | 105,675         |

### Vrouwen
| Jaar | Plaats    | Land             | Naam              | Land                      | Snelheid (km/u) |
| ---- | --------- | ---------------- | ----------------- | ------------------------- | --------------- |
| 2006 | Les Arcs  | Frankrijk        | Sanna Tidstrand   | Vlag van Zwitserland      | 242,590         |
| 2002 | Les Arcs  | Frankrijk        | Karine Dubouchet  | Vlag van Frankrijk        | 242,260         |
| 1999 | Les Arcs  | Frankrijk        | Karine Dubouchet  | Vlag van Frankrijk        | 234,528         |
| 1997 | Vars      | Frankrijk        | Carolyn Curl      | Vlag van Verenigde Staten | 231,660         |
| 1996 | Les Arcs  | Frankrijk        | Karine Dubouchet  | Vlag van Frankrijk        | 225,766         |
| 1996 | Vars      | Frankrijk        | Karine Dubouchet  | Vlag van Frankrijk        | 225,140         |
| 1995 | Vars      | Frankrijk        | Karine Dubouchet  | Vlag van Frankrijk        | 225,000         |
| 1992 | Les Arcs  | Frankrijk        | Tarja Mulari      | Vlag van Finland          | 219,245         |
| 1988 | Les Arcs  | Frankrijk        | Tarja Mulari      | Vlag van Finland          | 214,413         |
| 1987 | Les Arcs  | Frankrijk        | Jacqueline Blanc  | Vlag van Frankrijk        | 201,005         |
| 1984 | Les Arcs  | Frankrijk        | Melissa Dimino    | Vlag van Verenigde Staten | 200,780         |
| 1983 | Les Arcs  | Frankrijk        | M. Kuntz          | Vlag van Verenigde Staten | 190,375         |
| 1982 | Les Arcs  | Frankrijk        | Annie Breyton     | Vlag van Frankrijk        | 175,353         |
| 1980 | Silverton | Verenigde Staten | Catherine Breyton | Vlag van Frankrijk        | 169,332         |
| 1964 | Cervinia  | Italië           | C. Staffner       | Vlag van Oostenrijk       | 143,027         |

### Overige records
- Ivan Origone (Italië) - 250,70 km/u - junioren
- Philippe Goitschel (Frankrijk) - 250.700 km/u - veteranen
- Merijn Vunderink (Nederland) - 243,900 km/u - Nederlands record
- Michael Milton (Australië) - 213,650 km/u - gehandicapten; hij skiet op 1 been
- Xavier Cousseau (Frankrijk) - 212,260 km/u - monoski mannen
- Grégory Meichtry (Zwitserland) - 211,020 km/u - productieski mannen
- Charlotte Bar (Frankrijk) - 200,1100 km/u - productieski vrouwen
- Patty Moll - (Zwitserland) - 145 km/u - monoski vrouwen
- Romuald Bonvin (Zwitserland) 204,43 km/u - ski bob

Alle records: peildatum 6 september 2009

## Trivia
- Speedskiën is de op een na snelste niet-gemotoriseerde sport ter wereld. Geregeld wordt een snelheid van 200 km/u overschreden, wat sneller is dan de snelheid van een parachutist tijdens de vrije val. Alleen bij de sport speed skydiving (vrije val met het hoofd naar beneden) worden hogere snelheden bereikt. Het wereldrecord is daar 557,57 km/u.[4]
- Indoor: Op 15 november 2006 is op de indoorpiste in Landgraaf, Nederland een demonstratie speedskiën georganiseerd. De Schotse speedskiër Millard Reid bracht het nieuwe indoor wereldrecord naar 103,5 km/u. De Nederlander Merijn Vunderink eindigde op de derde plaats (101,68 km/u). Het nieuwe wereldrecord bij de dames bracht de Amerikaanse Tracy Max op 101,99 km/u. Het record voor snowboarden is nu van de Nederlander Maarten de Wilde (86,39) km/u. De blinde Engelsman Kevin Alderton behaalde 90,70 km/u.
- Op het parcours in Les Arcs behaalde de Fransman Eric Barone in 2002 het wereldrecord op de mountainbike: 222,22 km/u.